# Tomio Kubota
Tomio Kubota (久保田 富雄, Kubota Tomio, 1930) é um matemático japonês, especialista em teoria dos números.
Seu trabalho sobre função L p-ádica, mais tarde reconhecido como um aspecto da teoria de Iwasawa, foi realizado conjuntamente com Heinrich-Wolfgang Leopoldt.

## Obras
- On automorphic functions and the reciprocity law in a number field. Kinokuniya, Tokyo 1969
- Notes on analytic theory of numbers. University of Chicago Press, 1963
- com Sigekatu Kuroda: 整数論 : 代数的整数論の基礎. ("Number Theory. Foundations of Algebraic Number Theory"), Asakura Shoten, Tokyo 1963
- Some arithmetical applications of an elliptic function, Journal für Reine und Angewandte Mathematik, Volume 214/215, 1964/1965, 141-145
- Kubota, T.; Leopoldt, H.-W. (1964). «Eine p-adische Theorie der Zetawerte I: Einführung der p-adischen Dirichletschen L-Funktionen». Journal für die Reine und Angewandte Mathematik. 214/215: 328–339
- Kubota, Tomio (1973). Elementary theory of Eisenstein series. [S.l.]: Kodansha, Tokyo / Wiley, New York. ISBN 978-0470509203
- editor: Investigations in number theory. Academic Press, 1988